# Скљење Тјеплице
Скљење Тјеплице (слч. Sklené Teplice) насељено је мјесто са административним статусом сеоске општине (слч. obec) у округу Жјар на Хрону, у Банскобистричком крају, Словачка Република.

## Становништво
| Година:    | 1994. | 2004.   | 2014.   | 2024.    |
| ---------- | ----- | ------- | ------- | -------- |
| Број људи: | 448   | 435     | 412     | 368      |
| Разлика:   |       | -2,90 % | -5,28 % | -10,67 % |

| Година:    | 2023. | 2024.   |
| ---------- | ----- | ------- |
| Број људи: | 376   | 368     |
| Разлика:   |       | -2,12 % |

Према подацима о броју становника из 2011. године насеље је имало 444 становника.